# Игнасио-де-ла-Льяве (муниципалитет)
Игнасио-де-ла-Льяве (исп. Ignacio de la Llave) — муниципалитет в Мексике, штат Веракрус, расположен в регионе Папалоапан. Административный центр — город Игнасио-де-ла-Льяве.

## История
Муниципалитет был назван в честь генерала Игнасио де ла Льяве, который в 1861—1862 годах был губернатором штата Веракрус.